# جيون إن هوا
جيون إن هوا (بالكورية: 전인화)‏ هي ممثلة كورية جنوبية. ولدت يوم 27 أكتوبر 1965 في مونغيونغ في كوريا الجنوبية بدأت مسيرتها الفنية عام 1985.

## روابط خارجية
- جيون إن هوا على موقع IMDb (الإنجليزية)
- جيون إن هوا على موقع قاعدة بيانات الفيلم (الإنجليزية)